# 81e régiment régional
Le 81e régiment régional (81e RR) est une unité militaire française qui a participé à la Seconde Guerre mondiale. Formé de réservistes de Côte d'Or, le 81e RR combat dans la région de Dijon pendant la bataille de France et est dissout à l'issue de cette dernière.

## Organisation
Rattaché à la 8e région militaire, le régiment régiment est chargé de la défense de l'arrière en Côte d'Or. Il stationne principalement à Saulon-la-Chapelle, Dijon, Montbard et Beaune.
Les 3 000 militaires du bataillon sont des Bourguignons âgés de 35 à 45 ans. La plupart a déjà combattu pendant la Première Guerre mondiale. Ils sont encadrés par des officiers de réserve ou des officiers d'actives à la retraite.
Le régiment compte deux types d'unités, les « unités mobiles » et les « unités de postes fixes ». Les premières sont destinées à intervenir rapidement en réaction à une situation tandis que les autres servent à la garde des points stratégiques, comme les voies de communication, dépôts ou usines, ainsi qu'à des missions particulières comme la garde de prisonniers ou l'encadrement de permissionnaires. À chaque point fixe une unité de six à trente hommes, simplement armés de fusil, est attachée.
Commandé par le colonel Chiavarini, le 81e RR est constitué de trois bataillons :
- Le premier bataillon, commandé par le commandant Lachaise, regroupe toutes les unités « mobiles ». Équipés pour certains d'armes automatiques, ses soldats sont soutenus par des chars Renault FT et une section de canons de 75[2]. Les chars FT, équipés de mitrailleuses, sont au 10 mai 1940 au nombre de huit repartis en deux sections, les sections régionales 8 et 81[3].
- Le deuxième bataillon, commandé par le commandant Pelletier, regroupe des unités de points fixes[2].
- Le troisième bataillon, commandé par le commandant Venet, regroupe également des unités de points fixes[2].

## Insigne
L'insigne du régiment a été distribué en juin 1940 en 330 exemplaires, puis 250 exemplaires ont été livrés en septembre 1940 après la dissolution du régiment. L'insigne montre un fusil et un casque Adrian sur la carte du département de la Côte-d'Or.